# Charles Joseph Minard

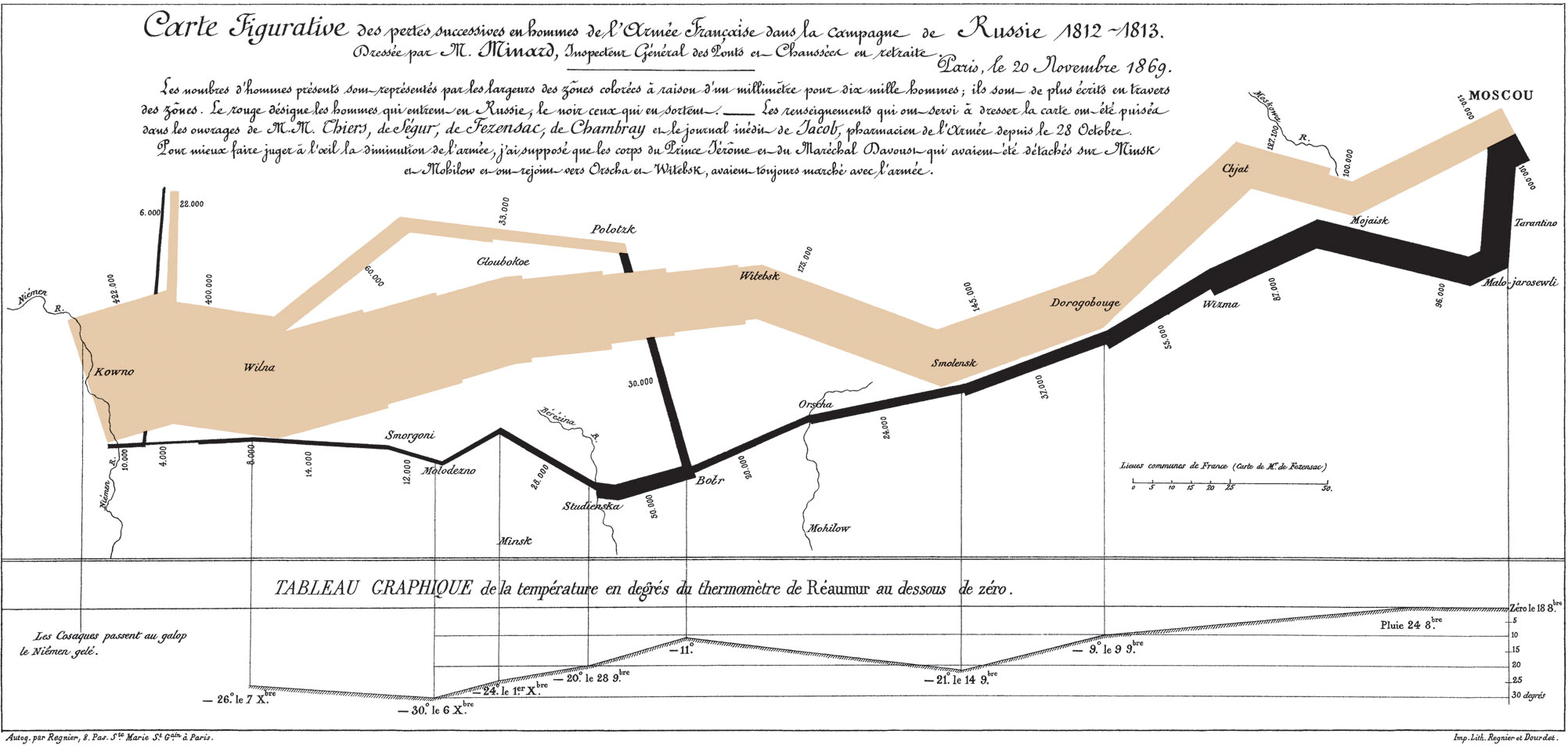
"Mapa figurativo de las sucesivas pérdidas de hombres de la Armada Francesa en la campaña de Rusia 1812-1813", gráfico que elaborara Minard en 1869 a la edad de 88 años.

Charles Joseph Minard (* Dijon, 27 de marzo de 1781 – Burdeos, 24 de octubre de 1870) fue un destacado ingeniero civil francés reconocido por su notable trabajo en el terreno de los gráficos informativos.
Minard estudió ciencia y matemáticas en la École Polytechnique. Tras trabajar en numerosos proyectos de embalses, canales y puentes a lo largo de toda Europa, fue nombrado superintendente de la École Nationale des Ponts et Chaussées (Escuela Nacional de Puentes y Caminos) en 1830, cargo que ostentó hasta 1836. 
Fue inspector del Corps des Ponts hasta 1851, dedicándose con posterioridad al estudio e investigación personal.

## Gráficos informativos

"Carte figurative et approximative des quantités de viandes de boucherie envoyées sur pied par les départements et consommateurs à Paris", 1858.

Minard fue pionero en el uso de gráficos estadísticos y técnicos. Generalmente es reconocido por su Carte figurative des pertes successives en hommes de l'Armée Française dans la campagne de Russie 1812-1813 (ilustración superior), un gráfico publicado en 1869 sobre la desastrosa campaña rusa del ejército napoleónico de 1812. El gráfico muestra diferentes variables en una única imagen bidimensional:
- la situación y dirección de las tropas, mostrando cómo las unidades se dividen y reagrupan
- la merma de las tropas (nótese por ejemplo el paso del río Bereziná en la retirada)
- el descenso de temperaturas y cómo éste influye en las bajas

Étienne-Jules Marey fue el primero en destacar este dramático retrato de Minard sobre la caída de las tropas de Napoleón en la campaña de Rusia, manifestando que «desafía la pluma de los historiadores en su brutal elocuencia». Edward Tufte lo denominó «el mejor gráfico estadístico jamás dibujado», empleándolo como paradigma en su obra The Visual Display of Quantitative Information. Howard Wainer lo calificaría también como una joya de los gráficos informativos, nominándolo en su World's Champion Graph.